# Карбонно, Ги
Ги Карбонно́ (фр. Guy Carbonneau; 18 марта 1960, Сет-Иль) — бывший канадский хоккеист, бывший главный тренер «Монреаль Канадиенс».

## Карьера
Карбонно был задрафтован «Монреалем» в 3-м раунде, под общим 4-м номером.
Несмотря на то, что Карбонно был нападающим, славу ему принесла игра в защите. Во многом благодаря его уверенной игре «Монреаль» выиграл Кубок Стэнли в 1986 году. В 1988, 1989 и 1992 году Карбонно получал «Фрэнк Дж. Селки Трофи», приз лучшему нападающему оборонительного плана. В сезоне 1989-1990 он стал капитаном «Монреаля». Свой второй Кубок Стэнли Карбонно выиграл в 1993 году. 19 августа 1994 года Карбонно был обменян на игрока «Сент-Луис Блюз» Джима Монтгомери. Проведя в «Сент-Луисе» один сезон, Карбонно перешёл в «Даллас Старз», где в 1999 году завоевал свой третий, и последний Кубок Стэнли.
После карьеры игрока Карбонно стал тренером. 14 января 2006 года он возглавил «Монреаль». После успехов его команды в сезоне 2007-2008 он был одним из главных кандидатов на «Джек Адамс Авард», но уступил 12 голосов тренеру «Вашингтон Кэпиталз» Брюсу Будро.
В чемпионатах NHL — 1318 матчей, 260 голов + 403 передачи, +/- +186, в турнирах Кубка Стэнли 231 матч, 38 голов + 55 передач, +/-  +5.
Награда лучшему нападающему оборонительного плана в ГЮХКЛ, названа в честь Ги Карбонно («Ги Карбонно Трофи»).
25 июня 2019 года Ги Карбонно был включен в Зал хоккейной славы. Церемония введения состоится в ноябре 2019 года в Торонто.

## Достижения
- Обладатель Кубка Стэнли: 1986, 1993, 1999
- Обладатель «Фрэнк Дж. Селки Трофи»: 1988, 1989, 1992
- Финалист Кубка Стэнли:1989